# Büromöbel

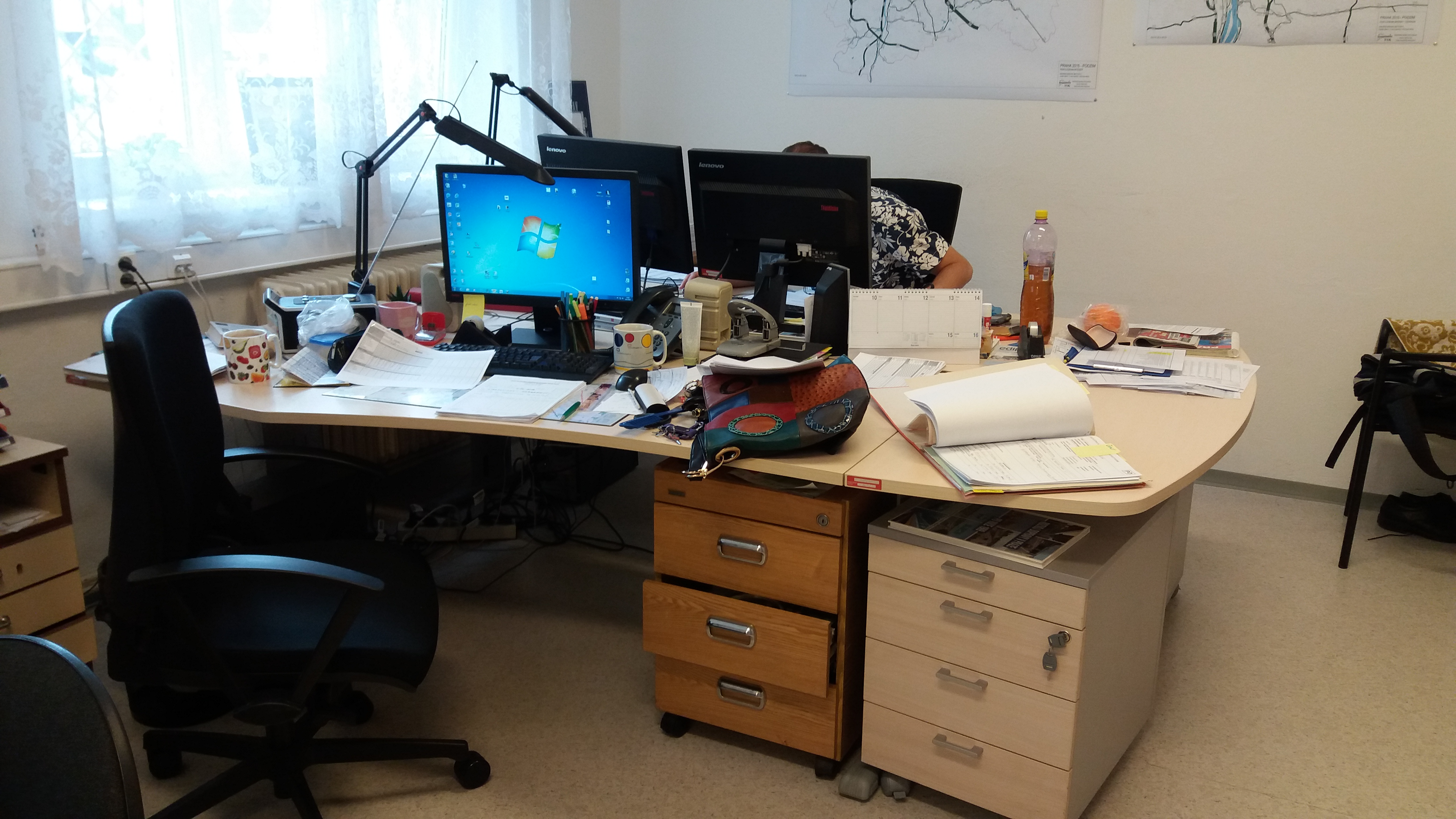
Großer Schreibtisch, Bürosessel und Schubladenrollcontainer

Büromöbel sind Möbelstücke, die der Büro- und Verwaltungsarbeit dienen, diese ermöglichen, vereinfachen, verbessern, beschleunigen und effizienter gestalten. Mit ihren Maßen und Einstellmöglichkeiten haben sie erheblichen Einfluss auf die Ergonomie. Über die eigentlichen büro- und verwaltungstechnischen Aufgaben hinaus tragen Büromöbel über ihr Design und ihre Farb- und Oberflächengestaltung zum einheitlichen Erscheinungsbild eines Unternehmens oder einer Behörde bei.

## Einteilung
Zu Büromöbeln gehören:

### Tische
- Arbeitstische für vielfältige Arbeiten
- Schreibtische für die klassischen Büroarbeiten (schreiben, lesen, telefonieren, PC-Arbeit, kommunizieren)
- Sekretär
- Schreibmaschinentische zur meist seitlichen oder separaten Aufstellung einer Schreibmaschine mit geringerer Höhe
- Computertische für die ausschließliche Computerarbeit, zum Teil mit separaten Tischplatten für Bildschirm und Tastatur
- Druckertische zum Aufstellen eines Druckers, zum Teil mit zusätzlichen Fachböden für Papierzufuhr und Papieraufnahme
- Besprechungstische für kleinere Besprechungen am Arbeitsplatz oder in separaten Räumen
- Konferenztische, meist repräsentativ, häufig individuell gefertigt für größere oder exklusive Konferenzen (ggf. mit integrierter Medientechnik)
- Stehtische (Pulte) für stehende Arbeit
- Sitz-Stehtische als Kombination von Arbeitstisch (Sitzen) und Stehtisch
- Höhenverstellbare (mechanisch oder elektronisch) Arbeitstische

### Schubladencontainer
Schubladencontainer dienen der Aufnahme der Arbeitsmittel wie z. B. Schreibgeräte, Büroklammern, Dokumente, Hängemappen, und Karteien. Dazu können sie mit Schubladen verschiedener Höhen und verschiedener Schubladenführungen (Gleitführung, Kugellagerführung, Kugellager-Teleskopführung) individuell ausgestattet werden. An oberster Position befindet sich in der Regel eine schmale Ausziehschale für Kleinmaterial. Man unterscheidet:
- Unterbaucontainer, die unter dem Schreibtisch links und/oder rechts angebracht sind
- Rollcontainer, die unter dem Schreibtisch stehen, aber mit Hilfe von Rollen beweglich sind
- Gleitcontainer, die unter dem Schreibtisch stehen, aber mit Hilfe von Gleitern beweglich sind
- Beistellcontainer, die tischhoch sind, mit einer Abdeckplatte ausgestattet sind, neben dem Schreibtisch stehen und auch der Erweiterung der Tischfläche dienen

### Sitzmöbel
- Bürostühle, rollbar, drehbar, mit oder ohne Armlehnen, einstellbar in Sitzhöhe, Sitzneigung, Rückenlehnenhöhe, Rückenlehnenneigung, Armlehnenhöhe
- Chefsessel, rollbar, drehbar, mit Armlehnen, einstellbar in Sitzhöhe, Sitzneigung, meist repräsentativ in Design und Oberflächenmaterial
- Konferenzstühle, verschiebbar, auf Gleitern, mit oder ohne Armlehnen, in der Regel nicht verstellbar, stapelbar
- Besucherstühle, wie Konferenzstühle, aber einfacher, stapelbar
- Spezialstühle (XXL-Bürostuhl, 24h-Bürostuhl)
- ergonomische Bürohocker
- Steh‑Sitzhilfen
- Freischwinger

### Schränke
Aktenschränke, Höhen meist in Ordnerhöhen (OH) gerechnet, also 2 OH bis 6 OH, zum
Vorstellen vor eine Wand oder als Raumteiler mit Sichtrückwand, mit verschiedenen Verschlussformen:
- Rolltürschränke, mit horizontal, früher auch vertikal ein- und auslaufenden Rolltüren, die sich in einer versteckten Kulisse aufrollen
- Schiebetürschränke mit meist zwei überlappenden Schiebetüren
- Flügeltürschränke
- Offene Schränke
- Thekenschränke mit Sichtrückwänden und Hohen von ca. 120 cm
- Garderobenschränke
- Schrankwandsysteme
- Vitrinen
- Aktensäulen, rund, drehbar mit Höhen von 2–6 Ordnerhöhen

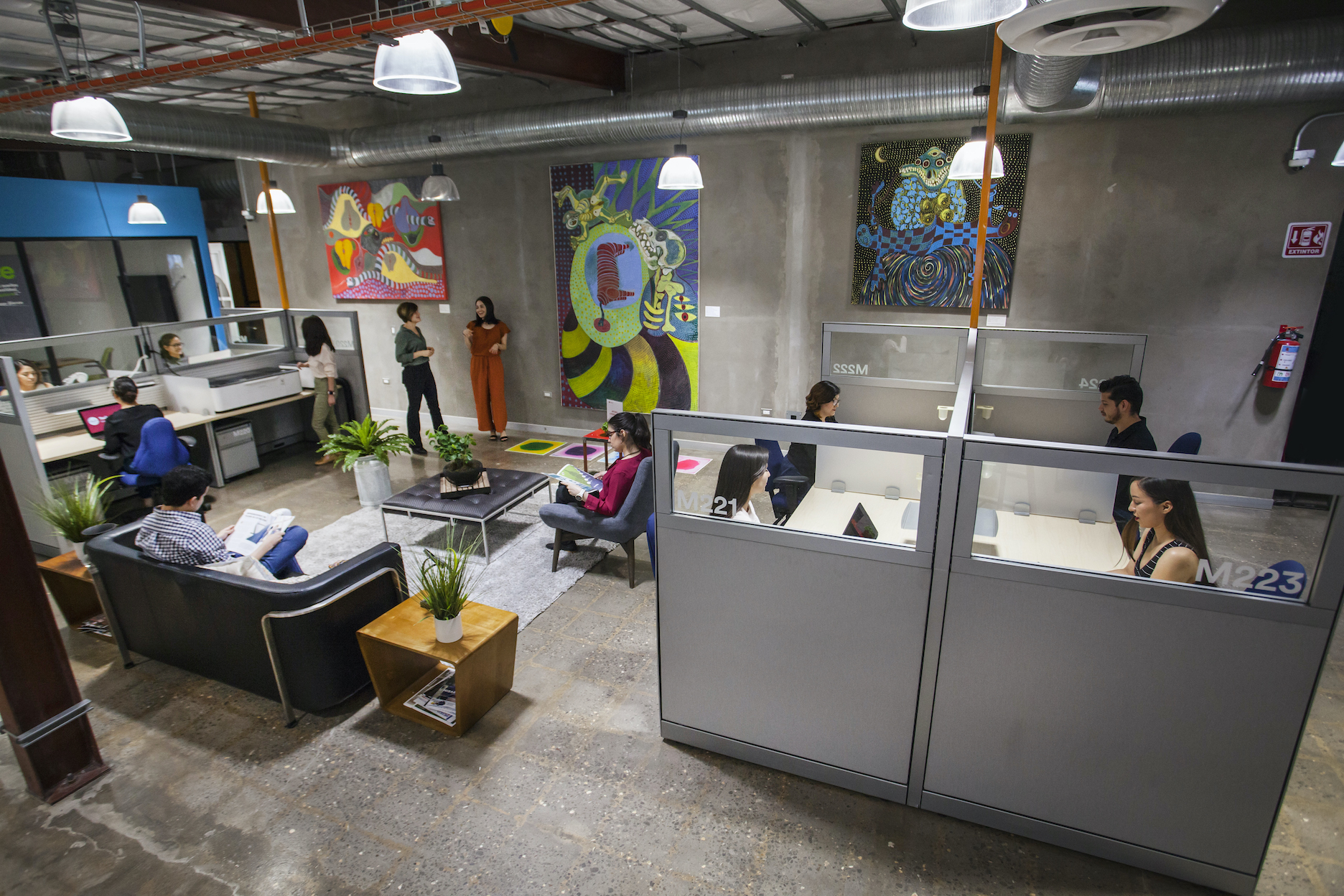
Trennwände bilden Kojen in einem Coworking Space.

### Sonstige Büromöbel
- Rezeptionen
- Trennwandsysteme zur Unterteilung großer Büroräume in mehrere kleinere Räume, flexibel und individuell, mit verschieden hohen Schallschutz- und Feuerschutzeigenschaften
- Wandpaneelsysteme zur Verkleidung von Rohwänden
- Stellwandsysteme zur Raumunterteilung und optischen wie akustischen Abschottung von Arbeitsplätzen, 160–240 cm hoch
- Pflanzenwannen und -container
- Spezialmöbel für Karteien
- Pinnwände
- Archivanlagen
- Rotationsschranksysteme

### Zubehör
- Anbauten für Tische
- Einbauten für Schränke
- Schließanlagen

## Geschichte
Die frühesten bekannten Möbel, die ausschließlich für Zwecke der Büro- und Verwaltungsarbeit gebaut wurden, waren Stehpulte. Vorher gab es keine Unterschiede zwischen Arbeits- und Wohn- bzw. Essmöbeln. Da die Arbeits- und Ablageflächen der Stehpulte aber begrenzt waren, entstanden daraus klassische Tische für die sitzende Arbeit. Im Gegensatz zu Wohn- und Essmöbeln hatten diese frühen Schreib- und Arbeitstische bereits Ablagemöglichkeiten in Form von Unterschränken und Schubladen, teilweise auf beiden Seiten.

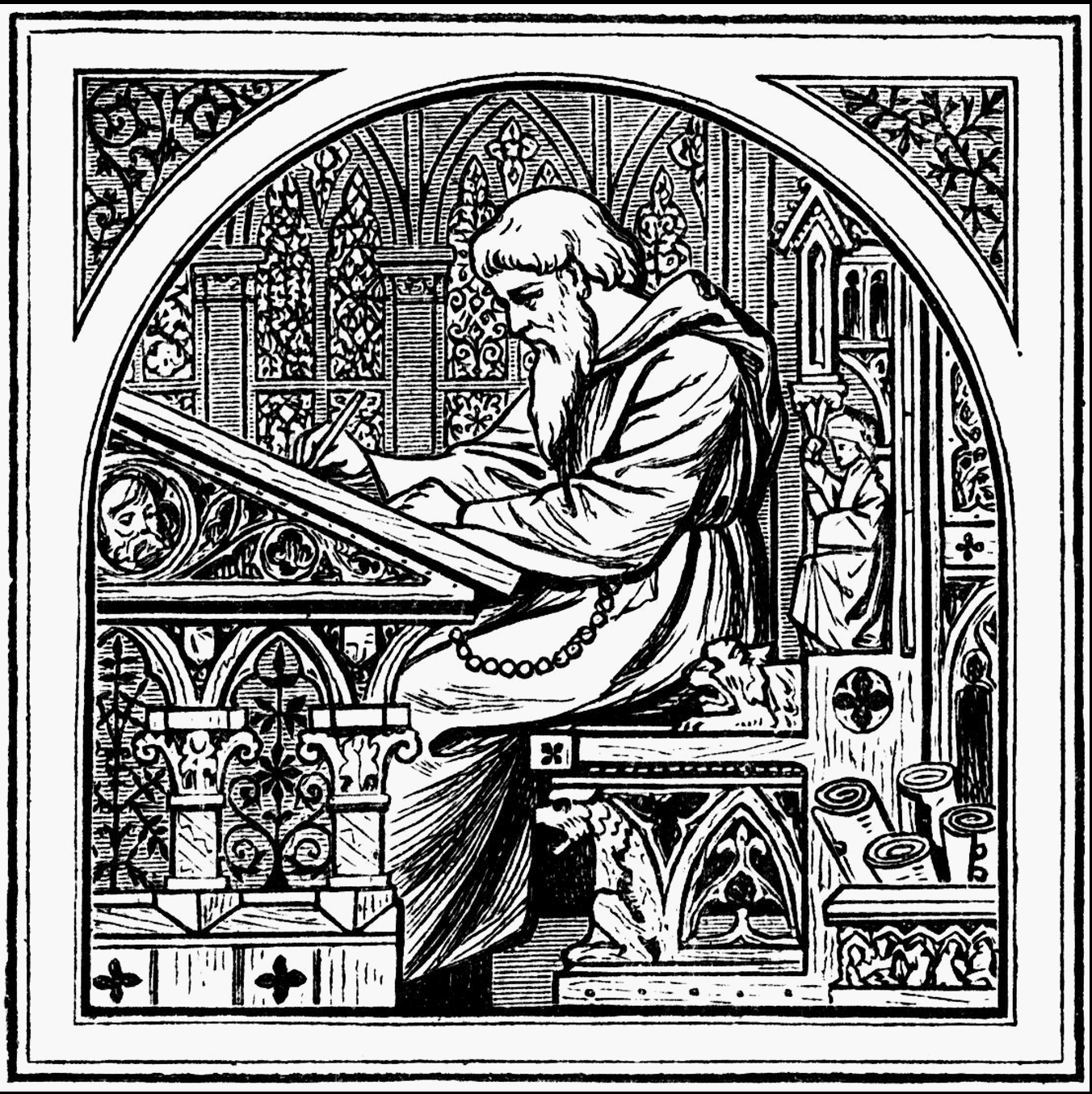
Schreibpult im Mittelalter

Mit dem Aufkommen der Bildschirmterminals und PCs Ende der 1960er Jahre entstand die Forderung nach geeigneten Arbeitsplätzen für diese besonderen Tätigkeiten. Mit zunehmenden Kenntnissen über die menschliche Ergonomie, also die richtige und gesundheitsschonende Arbeitshaltung, veränderten sich die Schreibtische. Tischplatten konnten in Höhe und Neigung eingestellt werden oder bestanden aus zwei, individuell einstellbaren Hälften für den Bildschirm und die Tastatur. Auch die Bürostühle wurden angepasst. Der teilweise noch bis in die 1960er Jahre verwendete klassische Stuhl mit vier Beinen wurde durch den drehbaren, rollbaren und mit in Höhe und Neigung einstellbarer Rückenlehne ausgestatteten, modernen, auf einem Fußkreuz mit fünf Auslegern aufgebauten Bürodrehstuhl ersetzt.

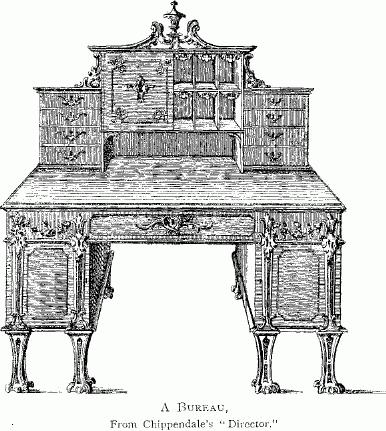
Chippendale-Schreibtisch

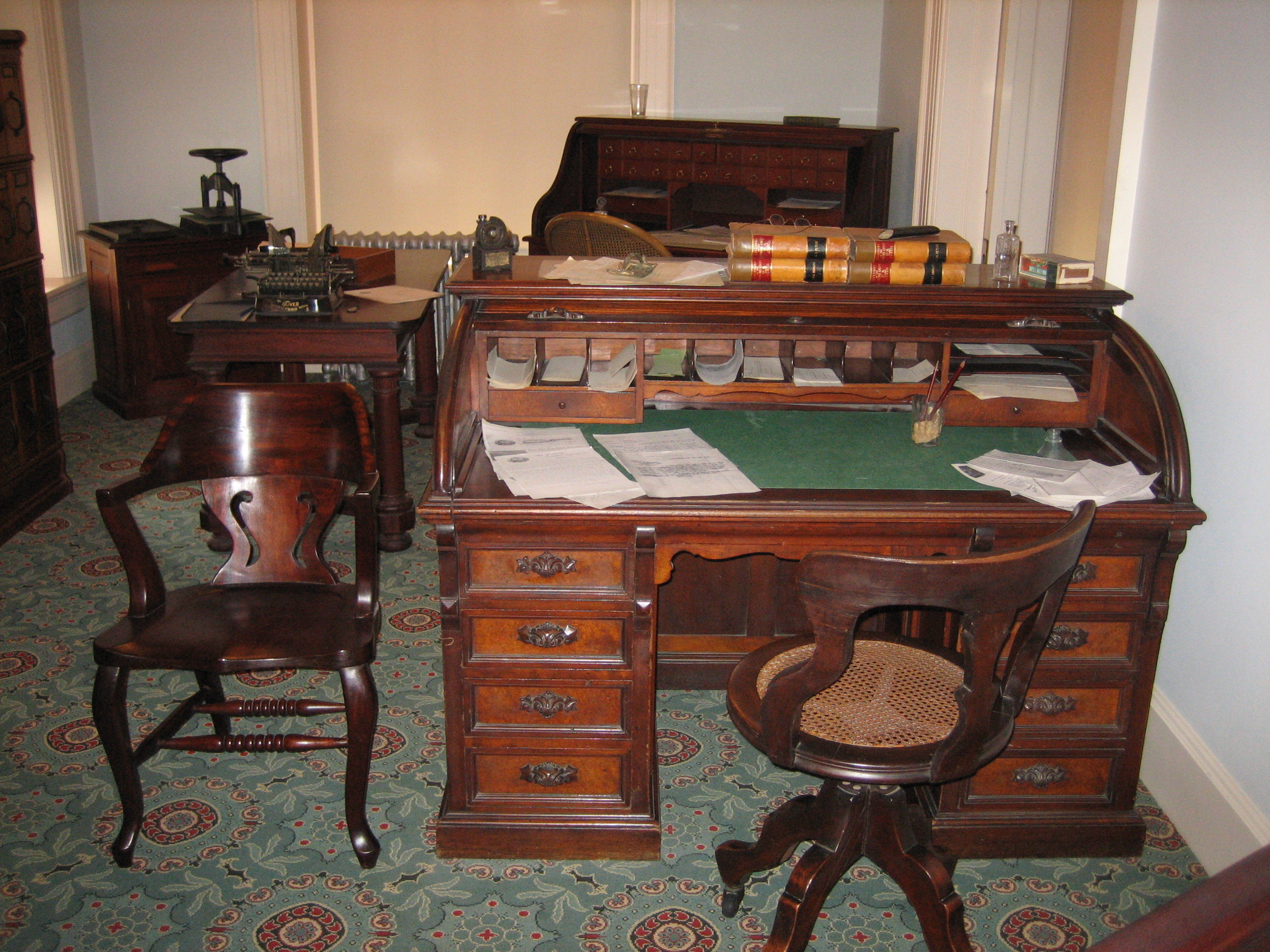
Typische Büromöbel um 1900

Ab den 1970er Jahren bekam auch die Form- und Farbgestaltung zunehmende Relevanz. Einerseits konnte dadurch ein firmen- und verwaltungseinheitliches Erscheinungsbild (englische Schlagworte „corporate identity“, „corporate image“, „corporate design“) generiert werden, zum anderen haben beide Faktoren großen Einfluss auf Arbeitsfreude, Arbeitsleistung und Motivation.
In den 1980er Jahren war man überzeugt, dass das Büro der Zukunft papierlos sein werde. Man nahm an, dass alle schriftlichen Unterlagen im Computer abgespeichert und somit jederzeit wieder findbar und somit lesbar seien. Diese Prognose erwies sich aber als falsch. Auch der Bildschirm zeigt unter Umständen nur einen Ausschnitt des Dokumentes. Es fehlt somit der Überblick. Da der Mensch ferner dem, was er schwarz auf weiß liest, mehr Glauben als dem schenkt, welches er auf einem Bildschirm liest, nahm das Papieraufkommen kontinuierlich weiter zu. Die Papiermengen müssen verarbeitet und archiviert werden können.

## Architektur
Die Architektur von Büro- und Verwaltungsgebäuden hat ebenfalls immer Einfluss auf die Gestaltung der darin befindlichen Möbel gehabt. Man unterscheidet noch heute folgende Büroräume:
- Einzelbüros
- Gruppenbüros
- Kombi-Büros
- Großraumbüros
- Archivräume
- Aufenthalts- und Sozialräume
- Besprechungsräume
- Konferenzräume
- Loungebereich

Mit dem Aufkommen der Großraumbüros in den 1960er Jahren änderten sich auch die Anforderungen an die Büromöbel. Jeder Arbeitsplatz sollte in einem an sich offenen Raum eine gewisse Privatsphäre bekommen. Diese Unterteilung konnte mit Stellwandsystemen, raumteilenden Schränken und geschickter Nutzung von Pflanzenwannen erreicht werden.
In den 1990er Jahren entstanden immer mehr Büros für Callcenter. An diesen Arbeitsplätzen werden überwiegend Telefonanrufe angenommen und bearbeitet. Zur Bearbeitung der eingehenden Anfragen, Reklamationen usw. stehen Bildschirme und PCs zur Verfügung. Das Papieraufkommen ist begrenzt. Aus Kosten- und Kommunikationsgründen stehen die Arbeitsplätze eng zusammen, sollen aber aus Schallschutzgründen getrennt werden. Dazu bieten sich Stellwandsysteme an, die darüber hinaus mit einhängbaren Schränken und Fachböden organisierbar sind.
Die Büroeinrichtungsplanung, Angebotseinholung, Beschaffung und Auf- sowie Umstellung von Büromöbeln wird heute in großen Unternehmen häufig vom Facility Management gesteuert.

## Materialien
Büromöbel wurden bis in das 20. Jahrhundert hinein üblicherweise aus Massivholz, später aus furnierten oder beschichteten Span- oder stabverleimten Tischlerplatten hergestellt. Dabei unterlagen sie bis in die 1940er Jahre hinein auch einer gewissen künstlerischen Gestaltung. Aufwändige Einlegearbeiten in den Tischplatten sollten den Status des Nutzers unterstreichen. Heute wird meist eine Kombination aus Stahl, Aluminium und Holz verwendet. Das Bauhaus, Dessau hatte auch bei Büromöbeln und bei der Gestaltung von Bürogebäuden einen erheblichen Einfluss, der bis heute vielerorts erkennbar ist.
In den 1970er Jahren wurde begonnen, Büromöbel aus Kunststoff herzustellen, bei der neben neuen Möglichkeiten der Formgebung auch der Wunsch nach farbenfrohen Möbeln befriedigt werden konnte.
Seit einigen Jahren gibt es Produktserien, die aus gepressten Papier und Karton hergestellt werden.

## Konjunktureinflüsse
Büromöbel sind langfristige Investitionsgüter. Im Gegensatz zu Maschinen ist ihre Wirtschaftlichkeit nicht ohne weiteres messbar, da sie nur indirekt Einfluss nehmen. Daher wird bei rückläufiger Konjunktur gerne zuerst bei Investitionen in Büro und Verwaltung gespart. Bei Wiedererstarken der Konjunktur investiert der Unternehmer gerne zuerst in Maschinen und Anlagen und erst, wenn die Geschäfte gut laufen, wird auch darangegangen, im Büro neu zu investieren. Die durchschnittliche Nutzungsdauer von Büromöbeln liegt bei 10–15 Jahren. Im Jahr 2011 erzielten Betriebe der deutschen Möbelindustrie, die Büro- und Ladenmöbel herstellten, einen Umsatz von 3,59 Milliarden Euro.

## Technik
Büromöbel unterliegen zum Teil hohen Belastungen. Sie werden in der Regel ganztägig genutzt und auch häufig umgebaut bzw. umgestellt, um das Büro an sich verändernde Organisationsformen anzupassen. Insbesondere bewegliche Teile wie Verstellmechanismen, Schubladenführungen, Roll-, Schiebe- und Flügeltüren und deren Schließmechanismen sowie die Mechanismen der Bürostühle müssen daher von hoher Qualität sein, um diese Belastungen über Jahre hinweg zu tragen. Wie bei allen Produkten gibt es aber auch bei Büromöbeln zum Teil große Qualitätsunterschiede. Die Entscheidungskriterien für den Kauf von Büromöbeln sind vielfältig. Einfluss haben zum Beispiel:
- Das Arbeits-/tätigkeitsgebiet des Mitarbeiters
- Der Belegfluss
- Die Zusammenarbeit und Kommunikation mit anderen Mitarbeitern
- Der Büroraum
- Die Belastung des Möbels
- Die Anforderungen hinsichtlich Erscheinungsbild
- Das zur Verfügung stehende Budget
- Die gewünschte Qualität
- Die voraussichtliche Nutzungsdauer
- Die elektronische Ausstattung des Arbeitsplatzes (Terminal, PC, CAD)

Insbesondere die elektronische Ausstattung des Arbeitsplatzes hat in den letzten drei Jahrzehnten großen Einfluss auf die Gestaltung und Ausstattung von Büroarbeitsplätzen und Büromöbeln gehabt. Nach den Dateneingabestationen wurden zügig Terminal- und PC-Arbeitsplätze eingeführt. Diese hatten zur Folge, dass am Arbeitsplatz zum Teil große Kabelmengen stolpersicher und elektronisch sicher untergebracht werden mussten. Dazu erhielten viele Tischsysteme vertikale und horizontale Kabelkanäle, um die Kabel von Wand- oder Bodenanschlüssen zum benötigten Ort auf, an oder unter der Tischplatte zu führen.
Die unterschiedlichen Höhen von Tischplatten, Tastaturen und Bildschirmen machten individuelle Höhen- und Neigungseinstellungen notwendig. Dies kann durch das Lösen und Anziehen von Schrauben oder durch kleine Handkurbeln oder elektrisch erfolgen. Im direkten Zusammenhang mit Tischhöhen steht die Höhe des Bürostuhls.

## Ergonomisches Sitzen und Arbeiten
Langes Sitzen bzw. langes Verharren in einer vergleichsweise stationären, unbeweglichen Arbeitshaltung ist auf Dauer gesundheitsschädigend. Knorpelscheiben besonders in der Wirbelsäule verlieren dabei Flüssigkeit und trocknen aus. Dies kann zu Schädigungen führen. Das Gleiche gilt für falsche Arbeitshaltungen die durch falsche Sitz- und Arbeitstisch- bzw. Tastatur- und Bildschirmhöhen hervorgerufen werden.
Aus diesem Grund wurden in den 1970er Jahren Normen entwickelt, die bei der Entwicklung und beim Design von Büromöbeln berücksichtigt werden müssen.